# سد ردمي

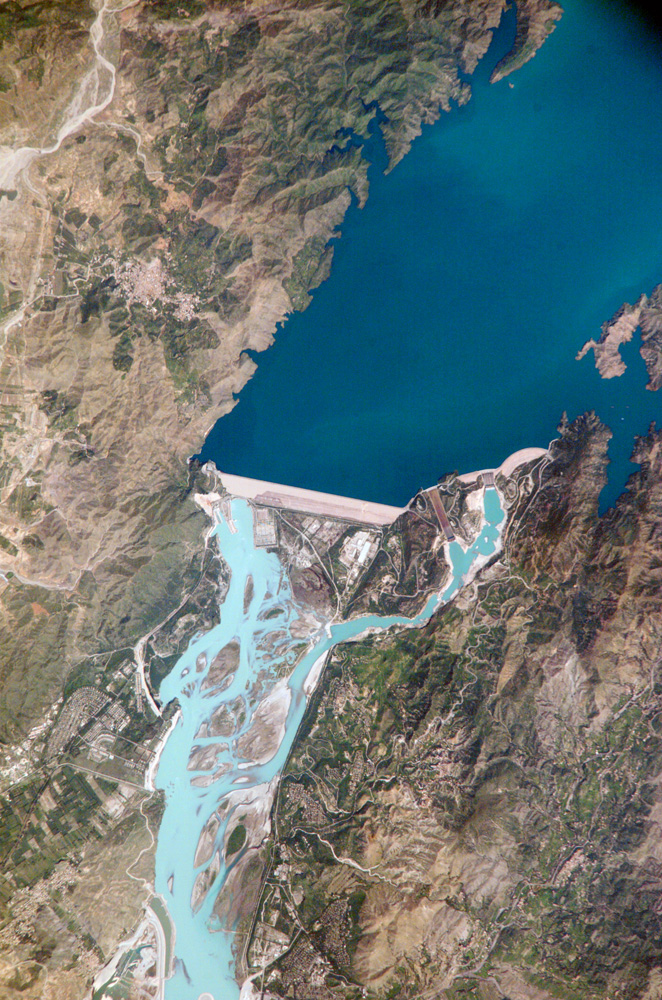
سد تاربيلا في باكستان. إنه أكبر سد مملوء بالأرض في العالم.

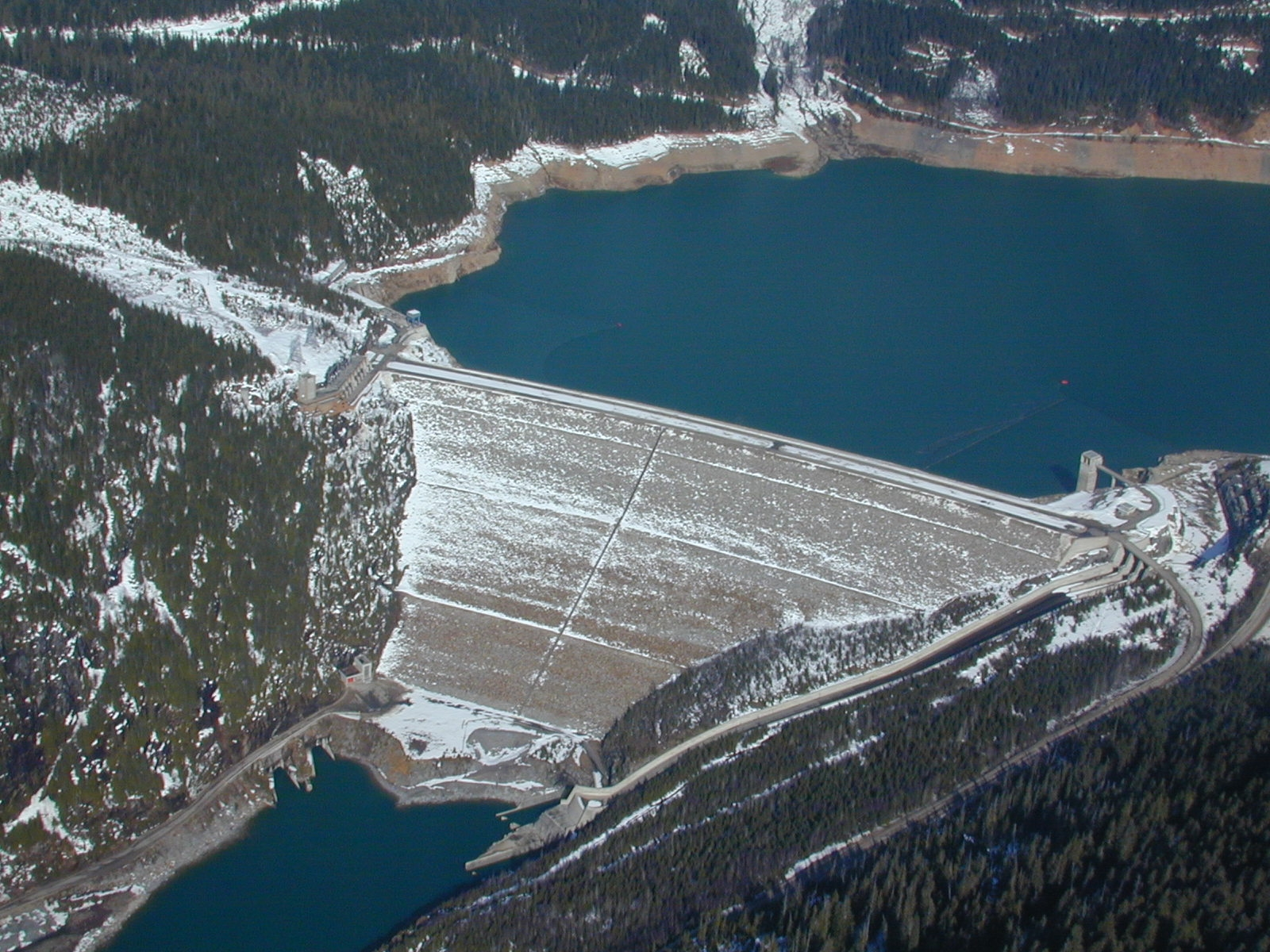
سد ميكا في كندا.

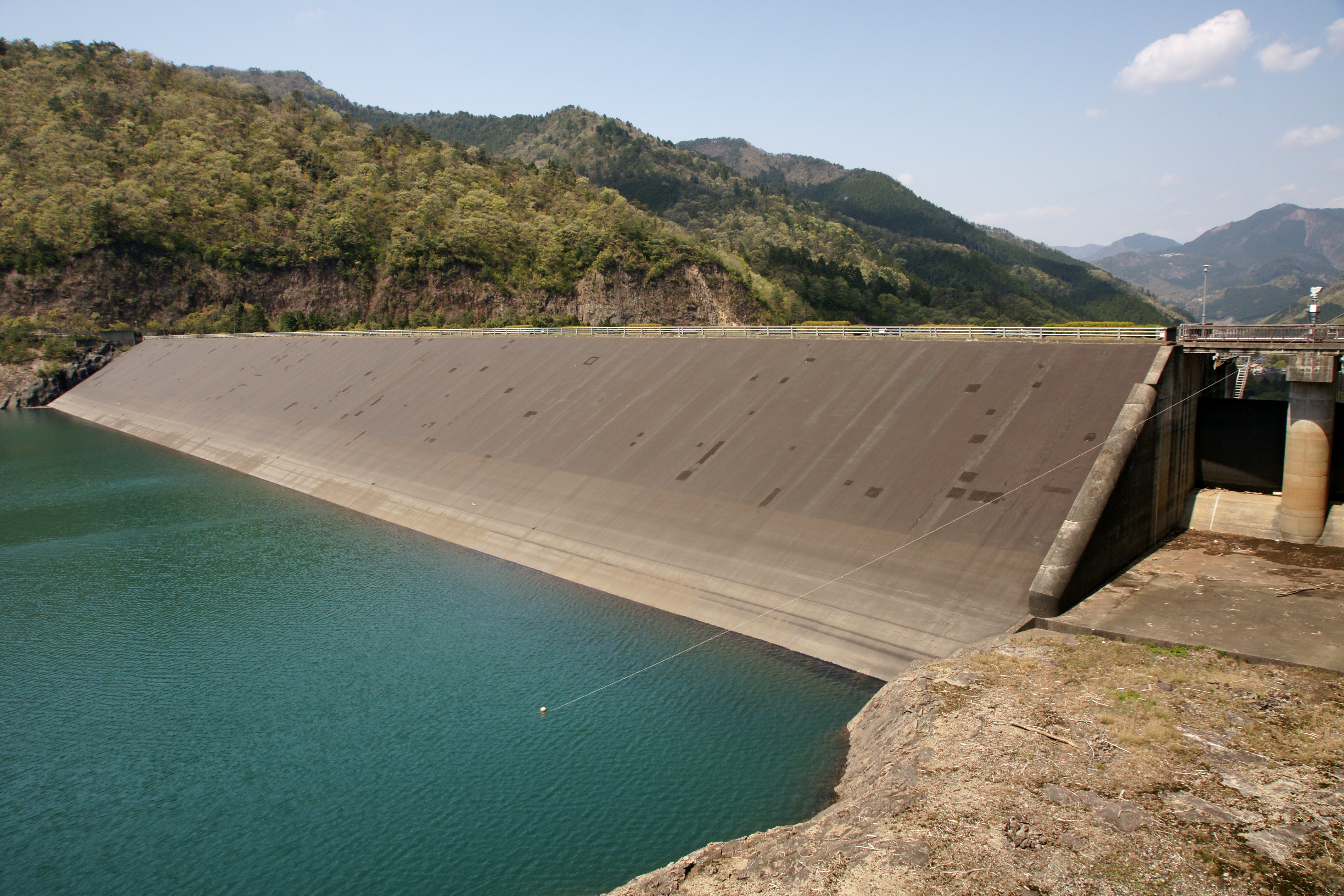
سد تاتاراجي في أسغو، هيوغو بريف اليابان.

السد الردمي هو سد اصطناعي كبير. يتم إنشاؤه عادةً عن طريق وضع ورص كومة شبه لدنة معقدة من تركيبات مختلفة من التربة أو الرمل أو الصلصال أو الصخور. له غطاء طبيعي مضاد للماء شبه سابق لسطحه ونواة كثيفة غير منفذة. هذا يجعل السد منيعًا لتآكل السطح أو التسرب. يتكون هذا السد من جزيئات مادية مجزأة ومستقلة. يربط الاحتكاك والتفاعل بين الجسيمات معًا في كتلة ثابتة بدلاً من استخدام مادة لصق.
تأتي السدود الردمية في نوعين: السد المملوء بالأتربة (ويسمى أيضًا السد الترابي أو سد التيران) المصنوع من الأرض المتراصة، والسد المملوء بالصخور. يُظهر المقطع العرضي لسد على شكل ضفة أو تل. يحتوي معظمها على جزء مركزي أو قلب يتكون من مادة غير منفذة لمنع تسرب المياه عبر السد. يمكن أن يكون اللب من الصلصال أو الخرسانة أو الخرسانة الإسفلتية. يعتبر هذا النوع من السدود اختيارًا جيدًا للمواقع ذات الوديان الواسعة. يمكن بناؤها على صخور صلبة أو تربة أكثر نعومة. بالنسبة للسد المملوء بالصخور، تُفجر حشوة الصخور باستخدام المتفجرات لكسر الصخور. بالإضافة إلى ذلك، قد تحتاج القطع الصخرية إلى التكسير إلى درجات أصغر للحصول على النطاق المناسب من الحجم لاستخدامه في السد الردمي.

## أمان
بناء السد وملء الخزان خلفه يضع ثقلًا جديدًا على أرضية الوادي وجوانبه. يزداد إجهاد الماء خطيًا كلما زاد عمقه. يُدفع الماء أيضًا ضد المنبع من السد، وهو هيكل غير جامد يتصرف بشكل شبه صلب تحت الضغط، ويسبب حاجة أكبر للضبط (المرونة) بالقرب من قاعدة السد مقارنة بمستويات المياه الضحلة. وبالتالي، يجب حساب مستوى إجهاد السد مسبقًا للبناء لضمان عدم تجاوز عتبة مستوى الكسر.
إن غمر السد أو فيضانه بما يتجاوز قدرة المفيض سوف يتسبب في فشله في نهاية المطاف. سيؤدي تآكل مادة السد عن طريق تجاوز الجريان السطحي إلى إزالة كتل من المواد التي تُبقي السد في مكانه بفضل وزنها وتقاوم القوى الهيدروليكية التي تعمل على تحريك السد. حتى التدفق الصغير المستدام يمكن أن يزيل آلاف الأطنان من التربة المثقلة من كتلة السد في غضون ساعات. تؤدي إزالة هذه الكتلة إلى عدم توازن القوى التي تعمل على تثبيت السد مقابل خزانه حيث أن كتلة المياه التي لا تزال محتجزة خلف السد تضغط على الكتلة المخففة للسد، مما يجعلها أخف بسبب تآكل السطح. مع تآكل كتلة السد، تبدأ القوة التي يُولدها الخزان في تحريك الهيكل بأكمله. ومنه سيبدأ السد، الذي لا يمتلك أي قوة مرنة تقريبًا، في الانقسام إلى أجزاء منفصلة، مما يسمح لمياه الخزان المحجوزة بالتدفق بينها، ويؤدي إلى تآكل وإزالة المزيد من المواد أثناء مرورها. في المراحل الأخيرة من الانهيار، لن تقدم القطع المتبقية من الجسر أي مقاومة تقريبًا لتدفق الماء وستستمر في التصدع إلى أجزاء أصغر وأصغر من الأتربة أو الصخور حتى تتفكك إلى حساء طيني كثيف من الأتربة والصخور والمياه.
لذلك، فإن متطلبات السلامة لمجرى التصريف عالية، وتتطلب أن تكون قادرة على احتواء أقصى مراحل الفيضان. من الشائع كتابة مواصفاته بإدراج احتمالية فيضان مائة عام على الأقل. طُور عدد من السدود التي تعلو أنظمة الحماية في مطلع الألفية الثالثة. وتشمل هذه التقنيات أنظمة حماية الخرسانة بالغمر، الأسرة الخشبية ‏، الصفائح الوتدية، التبليط الصخري وأكياس الحجارة والأرض المسلحة، الحد الأدنى من السدود فقدان الطاقة، وأنظمة حماية كتلة الخرسانة مسبقة الصنع.